# Ризод борознистий
Ризод борознистий, ризодес лісовий (Rhysodes sulcatus) — вид жуків родини ризодових (Rhysodidae). Євразійський реліктовий вид. Занесений до Червоного списку МСОП та Бернської конвенції.

## Опис
Імаго має довгасте тіло, завдовжки 6,5—8,2 мм. Забарвлення каштанове, блискуче. Трикутна голова з антенами, що складаються з 11 члеників. Передньоспинка дзвоноподібна, з трьома глибокими поздовжніми борознами. Бічні борозни біля основи значно розширені, а лінії між ними сильно опуклі. Надкрила із закругленими кінцями. Кожне надкрило має сім борозен з одним рядом точок на дні. Ребра гладкі, ширші за борозни.
Личинка завдовжки до 9 мм і завширшки 1,5 мм, видовженої форма, злегка сплющена, поступово звужується до початку та кінця. Забарвлення біле, злегка жовтувате на дорсальній стороні. Лялечка овальна, завдовжки 6,5 мм.

## Поширення
Вид поширений в Центральній, Південній та Східній Європі, Малій Азії, на Кавказі, у Західному Сибіру. В Україні трапляється в Карпатах, на Поліссі, у Харківській області, у Криму. 
Дуже рідкісний жук, зустрічається в сильно ізольованих популяціях у низинах та гірських лісах. Він пов'язаний зі старими недоторканими лісами, де є велика кількість гнилої деревини з підвищеною вологістю.

## Особливості біології
Живе в старих лісах і пралісах від передгір'їв до верхнього лісового поясу. Жуки трапляються впродовж року, найчастіше наприкінці весни і на початку літа під корою і в порохнявій деревині стовбурів бука, дуба, тополі, ялиці та сосни. Заселяє здебільшого гниючі повалені стовбури дерев. За посушливих погодних умов жуки мігрують у глибокі шари гнилої деревини. Імаго харчуються грибами-міксоміцетами. Парування відбувається навесні, молоді жуки з'являються в другій половині літа і зимують під корою.

## Охорона
Раритетний вид комах, занесений до Червоного списку МСОП (охоронна категорія: брак даних про вид). В Європі ризод борознистий охороняється Бернською конвенцією (Резолюція 6: види, що потребують спеціальних заходів збереження їхніх оселищ). На регіональному рівні в Україні занесений до Червоних книг/списків Українських Карпат та Харківської області.